# Скрипчинська Любов Володимирівна
Любо́в Володи́мирівна Скрипчи́нська (17 (30) вересня 1912 — ?) — вчена в галузі сільськогосподарської меліорації, доктор сільськогосподарських наук (з 1961), професор (з 1965), заслужений діяч науки УРСР (з 1967).

## Життєпис
Народилася у Краснодарі. У 1936 закінчила Новочеркаський інженерно-меліоративний інститут (Ростовська область) і до 1965 працювала у ньому. З 1965 — професор кафедри сільськогосподарської меліорації Українського інституту інженерів водного господарства в м. Рівному. З 1980 — науковий консультант Центрального науково-дослідного інституту комплексного використання водних резервів (Кишинів).

## Наукова діяльність
Праці присвячені питанням освоєння заплавних земель, рижосіяння в заплавах річок тощо.